# Lịch sử nhảy hip hop

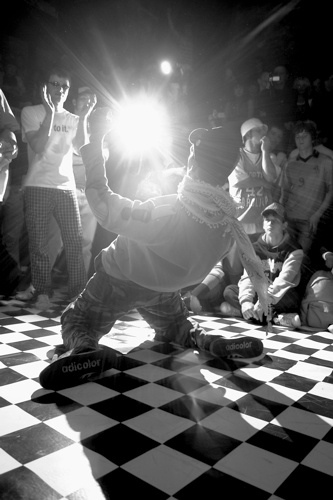
Một vũ công hip hop đang trình diễn tại hộp đêm Zona ở thủ đô Mát-xcơ-va, nước Nga.

Lịch sử nhảy hip hop bao gồm những con người và sự kiện bắt đầu từ thập niên 1960 đã đóng góp vào sự phát triển các phong cách vũ đạo hip hop thời kỳ đầu, ví dụ như uprock, breakdance, locking, nhảy robot, boogaloo và popping.

## Khởi đầu của breakdance
Theo nhà hoạt động hip hop Afrika Bambaataa người Mỹ và gã b-boy Richard "Crazy Legs" Colón, thì